# Sour El-Ghozlane
Sour El-Ghozlane (em árabe: صور الغزلان) é uma cidade e comuna localizada na província de Bouira, Argélia. Segundo o censo de 2008, a população total da cidade era de 50 120 habitantes.